# Alfredo González Bordón
Alferdo Rolando González Bordón (Quilmes, 3 febbraio 1986) è un ex calciatore argentino, di ruolo difensore.

## Caratteristiche tecniche
È un terzino destro.

## Carriera
Cresciuto nel settore giovanile del Quilmes, fra il 2005 ed il 2007 ha disputato 26 incontri in Primera División e nel biennio seguente 38 in Primera B Nacional. Negli anni seguenti si è alternato fra seconda e terza divisione argentina, escluso il biennio 2011-2013 trascorso in Venezuela con l'Aragua.